# Trismegistia panduriformis
Trismegistia panduriformis là một loài Rêu trong họ Sematophyllaceae. Loài này được (C.H. Wright) Broth. miêu tả khoa học đầu tiên năm 1909.